# AMX-VCI
El AMX-VCI (del francés: Véhicule de Combat d'Infanterie) es una de las muchas variantes del blindado ligero AMX-13 . Fue el VCI (vehículo de combate de infantería) principal del Ejército Francés hasta su reemplazo por el AMX-10P.

## Historia
A partir de 1940, fueron producidos alrededor de 3.000 vehículos, inicialmente como AMX-13 VTT (vehículo de transporte de tropa) con capacidad para diez soldados y armado con un AA-52 de 7,5 mm, o una ametralladora de 12,7 mm M2, o una Browning un proceso abierto de montaje. En las versiones finales, contaba con una torreta equipada con un cañón automático de 20 mm.

## Variantes
El VCI AMX-13 fue la base para una serie de variantes:
- AMX-VTP: variante original APC armado con una ametralladora ligera
- AMX-VTT (AMX-VCI): VCI equipado con torreta de ametralladora ligera
- AMX-LT: VTT con fuego a base de artillería con el control del vehículo
- AMX-PC: vehículo de mando
- AMX-VCA: vehículo de apoyo con cañón de 155 mm diseñado para accompany the Mk F3 SPH
- AMX-VCG: versión de ingenieros
- AMX-VCI 12.7: versión con una ametralladora pesada calibre .50 (12,7 mm). Francia y Países Bajos
- AMX-VCI M-56: con cañón de 20 mm
- AMX-VCPM de 81: con mortero de 81 mm
- AMX-VCPM de 120: con mortero de 120 mm
- AMX-VCTB (Vehicule Chenillé Transport Blessés):ambulancia
- AMX-VTT con torreta NA2: con lanzador ATGM
- AMX-VTT ROLAND: Roland SPAAML
- AMX-VTT Versión 1987: versión modernizada con mejoras de automoción
- AMX-VTT con sistema Minotaur: sistema de minado Minotaur montado detrás (escamoteable)
- AMX-13 RATAC: VTT con radar RATAC  de vigilancia de superficie
- AMX DOZER: con pala de bulldozer

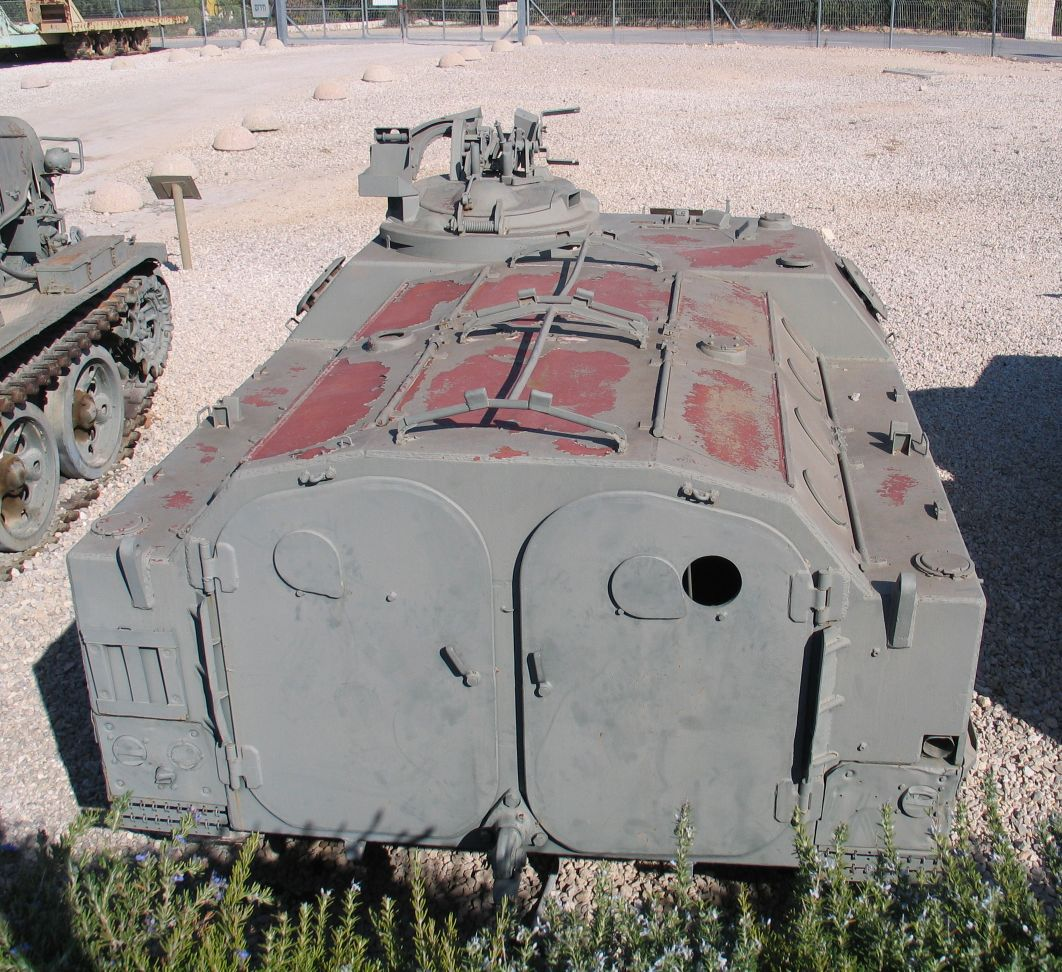
Vista trasera de un AMX-13 VTT

- AMX-13 VCPC: versión argentina del AMX-13 VCI
- AMX-13 mod.56 VCI: versión belga con una Browning .30 montada en una torreta CALF38.
- AMX-13 mod.56 [con mortero de 81 mm]: versión belga
- AMX-13 mod.56 [puesto de mando]: versión belga
- AMX-13 mod.56 [ENTAC atgm]: versión belga con lanzamisiles ENTAC
- AMX-13 mod.56 [carga]: versión belga
- AMX-VTT TOW: versión del ejército holandés con lanzador TOW
- AMX-GWT (GeWonden Transport): versión holandesa del VCTB

## Historial de combate
Un total de 30 AMX-VCI fueron entregados, según los informes, al Ejército del Líbano en mayo de 1983, con un número de ellos capturados por el proisraelí Ejército del Sur del Líbano (ESL) en febrero de 1984. Las milicias, compuestas por musulmanes chiitas y milicias drusas, derrotaron a las fuerzas del gobierno libanés. Los vehículos fueron capturados y puestos rápidamente en servicio por el ESL, que los utilizó hasta el colapso de la milicia, a raíz de la retirada israelí en abril del 2000.
Algunos VCI M-46 con cañones sin retroceso de 106 mm fueron empleados más tarde por las tropas leales del Ejército libanés al mando del general Michel Aoun, en las batallas contra sus rivales cristianos de las Fuerzas Libanesas (FFLL) al este de Beirut en febrero de 1990.

## Usuarios
- : Ejército Argentino: 41 AMX-13 VCPC[3]
- : Ejército Belga sucesor de la M75 transporte blindado de personal AMX-13 mod.56 VTT (305 vehículos), AMX-13 mod.56 PC (72 vehículos), AMX-13 mod.56 Cargo (58 vehículos), AMX-13 mod.56 Mor (90 vehículos), AMX-13 mod.56 MILAN (86 vehículos) y el AMX-13 mod.56 ENTAC (30 vehículos). Sustituido por el M113A1-B y el AIFV-B.[4]
- : VTT / AVC y las versiones de puesto de mando en servicio con la Guardia Nacional de Chipre.
- : Ejército Ecuatoriano 80 unidades al servicio del ejército.
- : Ejército francés, reemplazado por el AMX-10P.
- : Ejército de Indonesia
- : en servicio para el ejército libanés por excedentes del ejército francés entre 1983-1990.
- : Ejército Mexicano: 407
- : Ejército Holandés
- : Fuerzas Armadas de Catar (Ejército)
- : Fuerzas Armadas del Pueblo de Sudán
- : Ejército de Venezuela
- : Ejército de los Emiratos Árabes Unidos
- : Fuerzas Armadas de Nicaragua

### Operadores No Estatales
- Ejército del Sur del Líbano: ex vehículos del Ejército libanés, en servicio entre 1984-2000.